# Chiquinquirá
Chiquinquirá és una ciutat i municipi del departament colombià de Boyacá, part de la subregió de la província d'Occidente del departament de Boyacá. Localitzat cap a 115 km al nord de Bogotà, Chiquinquirá és a 2.556 metres per sobre el nivell del mar i té una temperatura mitjana anual 58 °F (14 °C) °F (14)
El nom Chiquinquirá ve de Muisca i significa "Lloc de pantans coberts amb boira". Chiquinquirá està format per dues zones: la zona urbana o ciutat que conté uns 40 barris entre els estrats 1 i 4, i la zona rural que és dividida en 17 subzones localitzades al voltant de la ciutat.
És la seu de la Basílica de Chiquinquirá, que alberga la imatge de la Mare de Déu de Chiquinquirá, santa patrona de Colòmbia. Chiquinquirá és un lloc de pelegrinatge religiós (font: Colòmbia Guia de Planeta Solitari, 2a Edició, 1995).
L'àrea de Chiquinquirá va ser habitada pel Muisca abans de la conquesta espanyola i Chiquiquinrá era un lloc important en el Vall de Chiquinquirá. Va ser governat per un cacic independent de la Confederació Muisca.

## Galeria

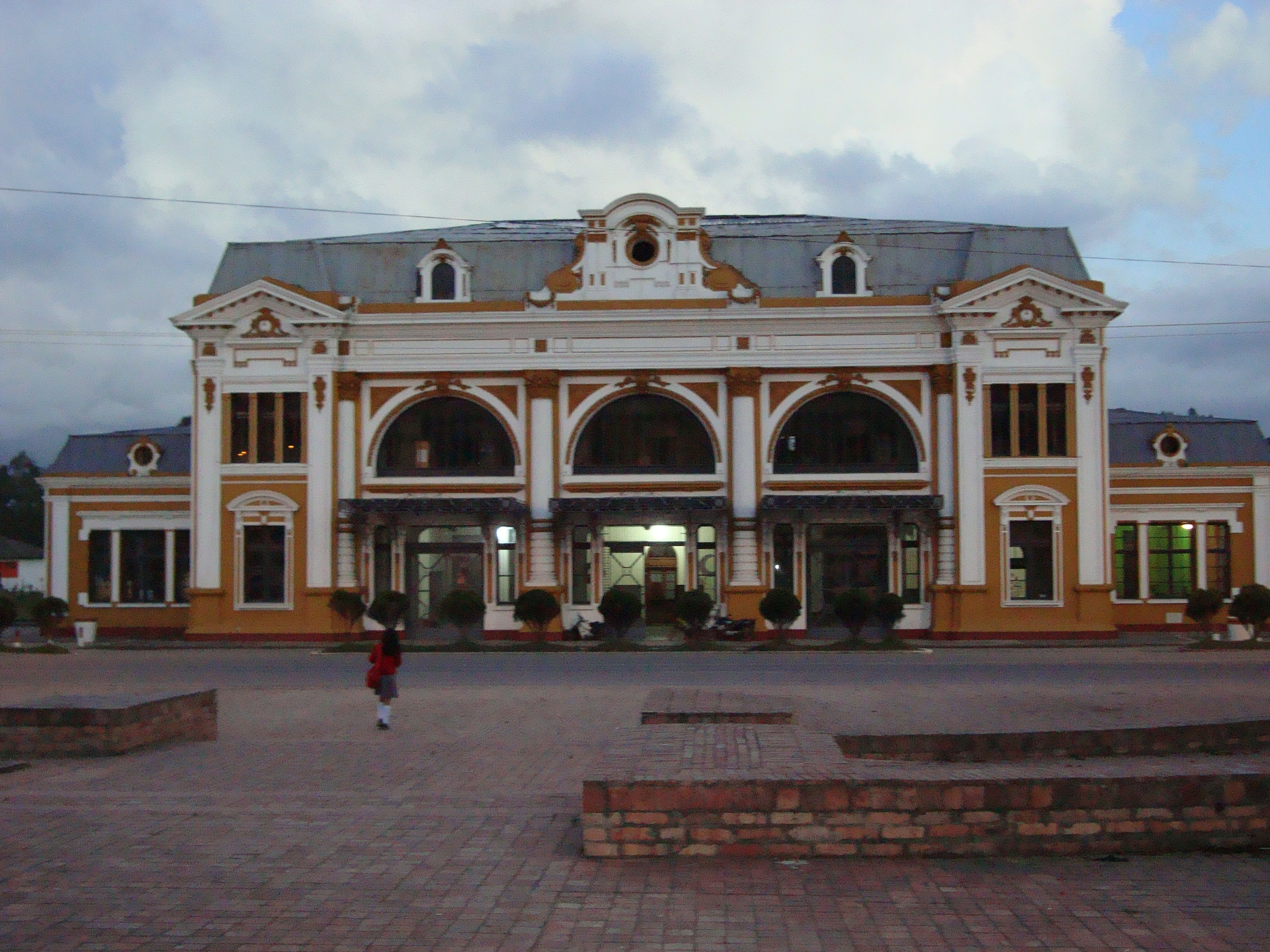
centre cultural
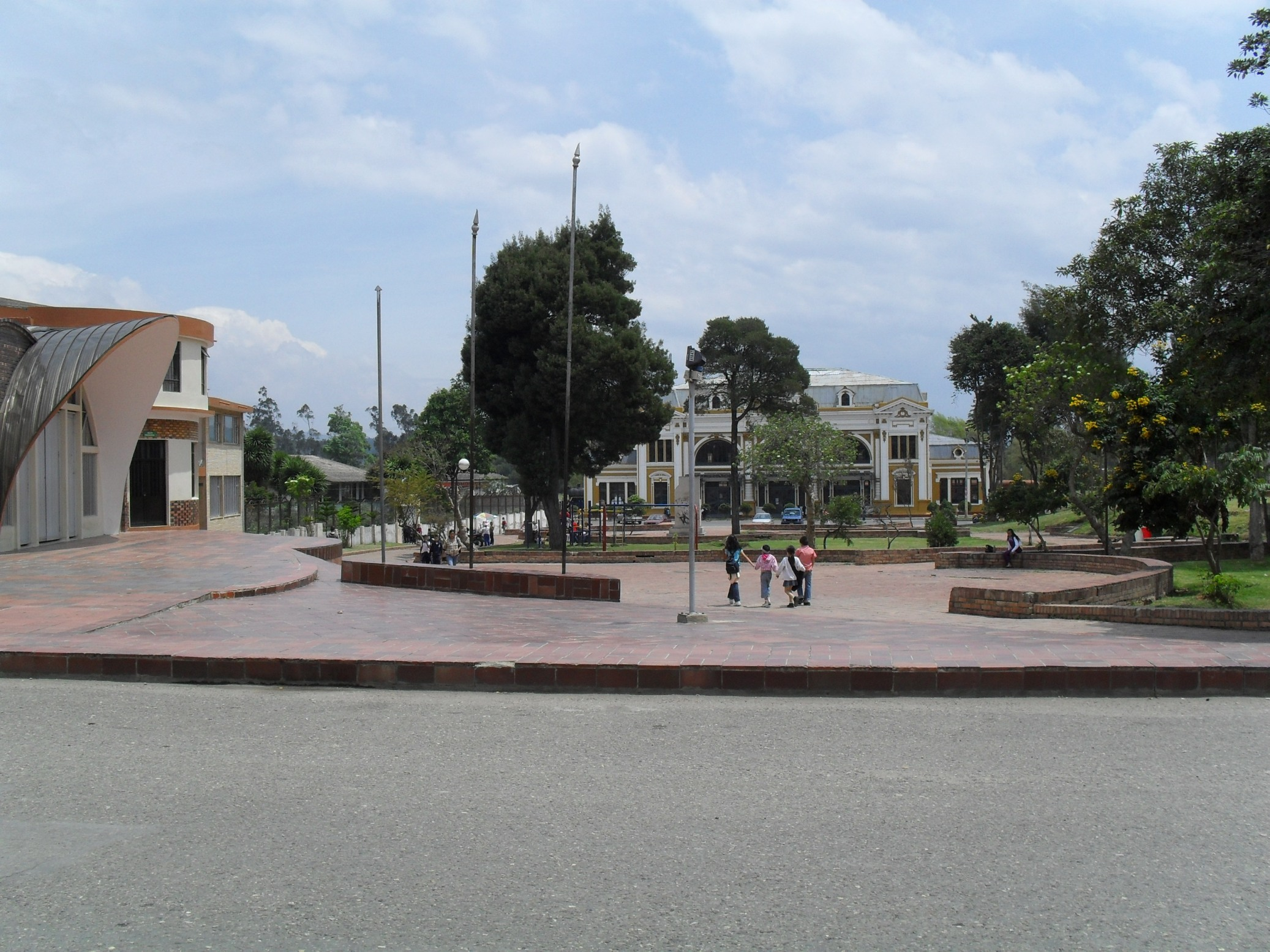
Parque David Guarín
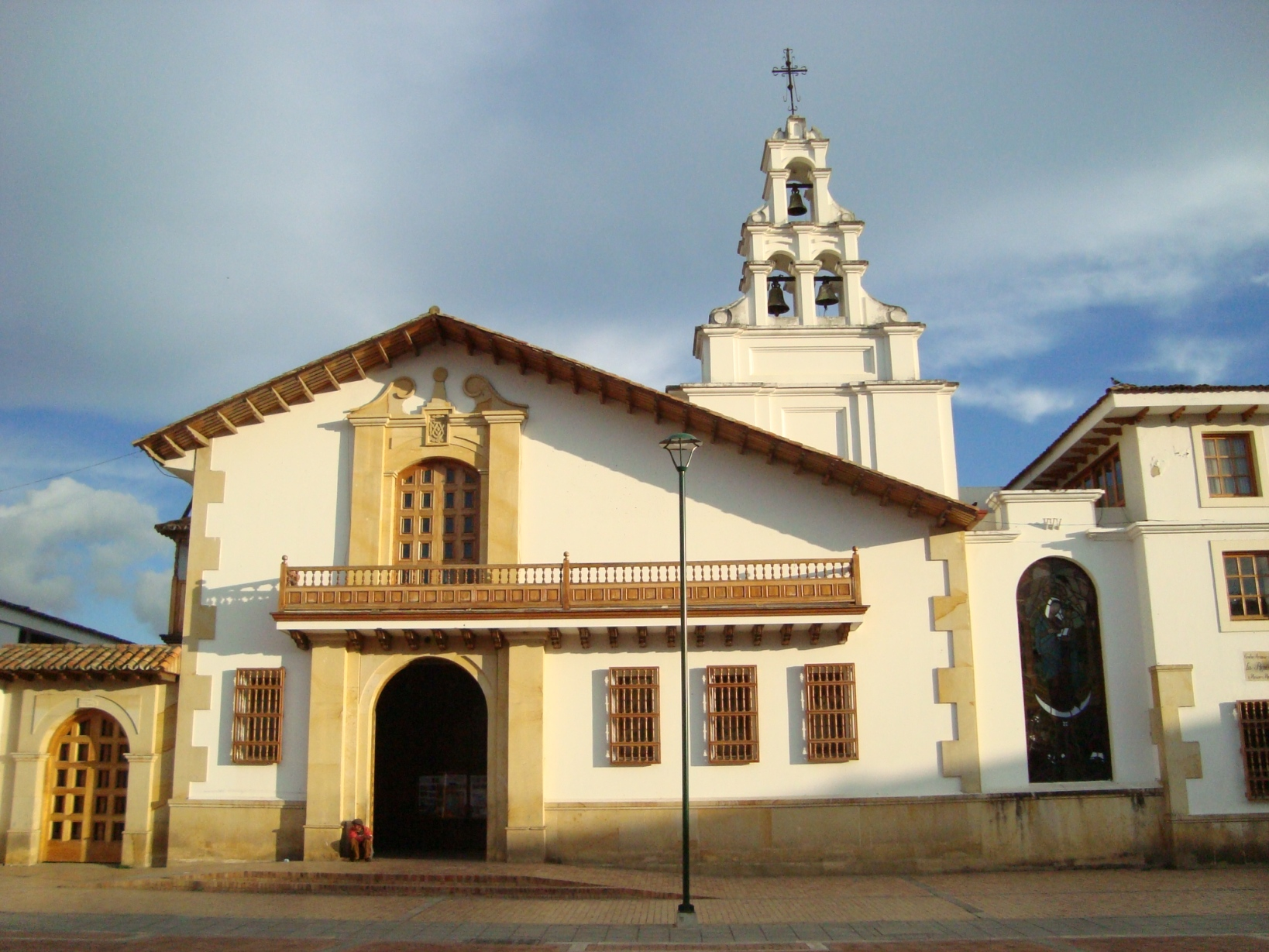
Iglesia de la Renovación
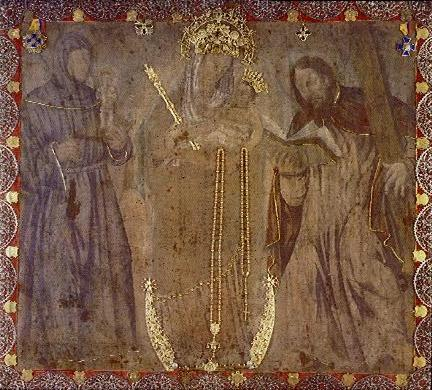
Pintura de la Mare de Déu de Chiquinquirá